# 枕 (遊戲品牌)
枕，是一家日本成人视觉小说制作工作室，其作品以温馨的剧情与精美的画风闻名。与KeroQ同屬株式会社旗下姊妹品牌。两者核心staff完全相同，不过KeroQ的作品为黑暗凌辱系。

## 作品列表
- H2O -FOOTPRINTS IN THE SAND-（2006年6月23日发售）
- √after and another（上者的Fan Disc，2007年10月26日发售）
- Supreme Candy（2008年9月26日发售）
- H2O √after and another Complete Story Edition（2009年7月31日發售）（為前兩部H2O作品的合集，合併兩部作品在一起，並使故事更為流暢）
- 倏然之間戀上你（いきなりあなたに恋している）（2011年7月29日發售）
- 向日葵的教會與長夏假期（向日葵の教会と長い夏休み）（2013年3月29日發售）
- 櫻之詩 －在櫻花之森上飛舞－（サクラノ詩 -櫻の森の上を舞う-）（2015年10月23日發售）
- ATRI -My Dear Moments-（與FrontWing共同製作，2020年6月19日發售）
- 樱之刻 －在樱花之森下漫步-（サクラノ刻 -櫻の森の下を歩む-）（2023年2月24日發售）